# 약사의 혼잣말
약사의 혼잣말(일본어: 薬屋のひとりごと 구스리야노 히토리고토[*])는 휴가 나츠가 집필하고 시노 토우코가 그림을 그린 일본의 라이트 노벨 시리즈이다. 2011년부터 사용자 창작 소설 출판 사이트 소설가가 되자에서 온라인으로 연재되고 있다. 이듬해 슈후노토모가 인수해 2012년 단권 소설로 처음 출간했고, 이후 2014년 라이트노벨 시리즈로 출간했다. 이 시리즈는 중국 제국을 모델로 한 가상의 나라를 배경으로 한다.
2017년에 두 개의 만화 시리즈로 각색되었으며, 하나는 스퀘어 에닉스가 월간 빅 간간에 출판했고 다른 하나는 쇼가쿠칸이 월간 선데이 제넥스에 출판했다. 라이트 노벨은 북미 지역에서 J 노벨 클럽(J-Novel Club)에 의해 디지털 방식으로 라이선스가 부여되고 스퀘어 에닉스에서 인쇄되며, 네코쿠라게가 그린 만화도 스퀘어 에닉스에 의해 라이선스가 부여된다. 도호 애니메이션 스튜디오와 OLM (기업)이 제작한 애니메이션 TV 시리즈 각색판은 2023년 10월부터 2024년 3월까지 방영되었다. 시즌 2는 2025년 1월부터 방영될 예정이다.

## 전제
당나라 시대 중국 제국을 배경으로 한 가상의 국가를 배경으로 한 이 시리즈는 홍등가에서 약종상으로 일하는 어린 소녀 마오마오가 납치되어 하인으로 황궁에 팔려가는 과정을 따르다. 그러나 그녀는 여전히 호기심 많고 괴상한 성격을 유지하고 있으며, 노예생활이 끝날 때까지 누구의 관심도 받지 않고 그곳에서 일할 계획이다. 어느 날 황제의 자식들과 후궁들이 위독하다는 소문을 듣고 약사로서의 경험을 살려 원인을 조사하기 시작하고 그들의 병의 수수께끼를 푸는 데 성공한다. 그녀는 익명을 유지하려고 하지만 결국 그녀의 행동은 영향력 있는 환관의 관심을 끌게 되고 곧 왕실의 다양한 미스터리를 해결하게 된다.